# Le Zahir (roman)
Pour les articles homonymes, voir Le Zahir.
Le Zahir est un roman de l'écrivain brésilien Paulo Coelho, paru en 2005.

## Résumé
Dans ce roman, l'auteur raconte l'histoire de sa femme disparue du jour au lendemain sans donner signes de vie. Paulo se trouve alors perdu dans ses rêveries et dans une dépression mélancolique. Alors obnubilé par ce qu'il appelle son « zahir » il va, au fur et à mesure de ses rencontres, apprendre à changer son regard sur la vie. Cela l'emmènera au Kazakhstan, retrouver celle qui, pour la deuxième fois, lui a fait « oublier ce qu'il était pour devenir ce qu'il est ».